# Inès de la Fressange
Inès Marie Lætitia Églantine Isabelle de Seignard de la Fressange (Gassin, 11 agosto 1957) è una supermodella e stilista francese.
È divenuta una delle modelle più importanti degli anni '80 grazie al suo stile, lasciando un segno nella moda dell'epoca soprattutto grazie al suo personalissimo modo di sfilare; Karl Lagerfeld la scelse come sua musa, rendendola il volto simbolo di Chanel per tutto il decennio.

## Biografia
Figlia del marchese André de Seignard de la Fressange e della modella argentina Cecilia Sánchez Cirez, cresce appena fuori Parigi insieme ai fratelli. La famiglia discende da un antico ramo della nobiltà francese, e la nonna paterna di Inès, Madame Simone Jacquinot, era l'erede della grande banca Lazard, oltre ad essere stata moglie di ben due ministri: Maurice Petsche e dopo Louis Jacquinot.
Lo zio , Hubert de La Fressange (b. 1923), morì in servizio durante la seconda guerra mondiale il 2 ottobre 1944 ad Anglemont, durante la liberazione della cittadina, mentre sua zia Christiane (1919-2009) era stata una sciatrice a livello agonistico, ed era la moglie del pilota Jean-Pierre Wimille.
Ines cresce poco fuori Parigi insieme alla nonna Suzanne, è proprio quest'ultima a passare ad Ines la passione per la moda e i bei vestiti, passione che cambierà la sua vita e la renderà un'icona indiscussa del glamour parigino. Ines è la figlia di mezzo tra i due fratelli: Emmanuel, più grande, e Ivan, il più piccolo della famiglia. Studia al Tournelle Institution a Courgent, poi alla Notre-dame de Mantes-la-Jolie Institution a Yvelines, e alla fine intraprende gli studi universitari presso la École du Louvre a Parigi a soli 16 anni. Inizialmente non era affascinata dalla carriera nella moda, ma piuttosto sognava di diventare avvocato o psichiatra infantile. Proprio in questo suo periodo a Parigi, il 1974, però, Ines inizia a sfilare sulle passerelle della Ville Lumiére, e fin da subito affascina i più grandi stilisti della capitale francese che la renderanno una delle modelle più iconiche dei suoi tempi.
Durante i suoi anni da modella è apparsa sulle copertine di riviste come Vogue, Elle, Le Figaro e sfila per Jean-Paul Gaultier.

## Carriera
Tra le modelle dell'agenzia Pauline, Ines ha solo 17 anni quando inizia a calcare le passerelle parigine. La svolta è nel 1980, quando firma un contratto in esclusiva per la casa di moda Chanel e diviene la musa di Karl Lagerfeld; il sodalizio dura circa nove anni e si interrompe nel 1989.: è la prima volta infatti che una modella firma un contratto in esclusiva per una casa di produzione di moda.
Il 9 giugno 1990, a Tarascona, de la Fressange sposa l'imprenditore italiano Luigi D'Urso, nato nel 1951 e morto d'infarto nel 2006. Luigi è anch'esso di origine nobile: fratello del senatore Mario D'Urso è infatti discendente diretto del nobile franconapoletano Guglielmo Cottrau attraverso il figlio Alfredo Cottrau nonché figlio di Alessandro d'Urso e Donna Clotilde Serra di Cassano (figlia di Don Luigi Serra, nono duca di Cassano e Elizabeth Grant, una pronipote di George Clymer, uno dei padri fondatori degli Stati Uniti d'America, tra coloro i quali firmarono la Dichiarazione d'indipendenza del 1776 e la Costituzione degli Stati Uniti d'America del 1787). Ines e Luigi hanno due figlie: Nina Maria D'Urso (nata il 27 febbraio del 1994) e Violetta Maria D'Urso (nata il 6 agosto 1999). Ines ha anche due figlie acquisite: Clotilde d'Urso ed India d'Urso, figlie di Luigi e della sua prima moglie Guendalina Levier.
Nel 1991, grazie al supporto finanziario del brand di lusso Orcofi, Ines crea il suo omonimo brand 'Inès de la Fressange' e apre a Parigi, in Avenue Montaigne al civico 12, la sua prima boutique in cui vengono venduti diversi prodotti di alto livello, come per esempio profumi prodotti nella zona in cui viveva suo nonno. Il business de la Fressange fu un immediato successo non solo in Francia, ma anche oltre oceano, negli Stati Uniti d'America e in Giappone. Questo sicuramente grazie alla popolarità di Ines, ormai icona indiscussa del glamour parigino conosciuta in tutto il mondo.
Dopo la morte del marito e con l'avanzare dell'età le sue apparizioni in passerella si sono diradate, ma ha proseguito la strada della moda collaborando come designer e consulente per Jean-Paul Gaultier ed è stata voluta da Diego Della Valle come ambasciatrice per Roger Vivier. Ma l'avventura di Ines non si è fermata al mondo dell'alta moda perché la modella ha anche intrapreso una fortunata carriera di scrittrice. i suoi libri, particolarmente fortunata è stata l'uscita di La Parigina - Guida allo chic, sono tradotti anche fuori dal confine francese e parlano di moda ma con toni sbarazzini e leggeri. Ines de la Fressange collabora con diverse case di moda, tra cui la giapponese Uniqlo, per cui disegna collezioni uomo, donna e bambino.

## Opere
- La parigina. Guida allo chic, con Sophie Gachet, Milano, L'ippocampo, 2011. ISBN 978-88-96968-37-6; 2013. ISBN 978-88-6722-021-2.
- La parigina. Agenda 2012, con Sophie Gachet, Milano, L'ippocampo, 2011. ISBN 978-88-96968-71-0.
- Professione mannequin. Conversazioni con Marianne Mairesse, Milano, Dalai, 2011. ISBN 978-88-6620-262-2.
- La mia Parigi, con Sophie Gachet, Milano, L'ippocampo, 2015. ISBN 978-88-6722-151-6.
- Come mi vesto oggi? Il look book della parigina, con Sophie Gachet, Milano, L'ippocampo, 2017. ISBN 978-88-6722-262-9.
- Il parigino, con Sophie Gachet, Milano, L'ippocampo, 2018. ISBN 978-88-6722-323-7.
- Sotto i tetti di Parigi, con Marin Montagut, Milano, L'ippocampo, 2018. ISBN 978-88-6722-372-5.